# Jing Ke
Jing Ke (wym. [tɕíŋ kʰɤ́]; zm. 227 p.n.e.) – najsłynniejszy skrytobójca w historii Chin, znany z nieudanego zamachu na Qin Shi Huanga. Jego biografia jest przedstawiona w Zapiskach historyka, w rozdziale Biografie zabójców (chiń. 刺客列傳; pinyin Cìkè lièzhuàn).

## Pochodzenie Jing Ke i plan zamachu
Jing Ke urodził się w państwie Wei, jego rodzina pochodziła jednak z państwa Qi, a on sam osiedlił się w państwie Yan. Tam zaprzyjaźnił się z muzykiem Gao Jianli (高漸離) oraz rzeźnikiem psów; razem z nim spędzał czas na hulankach. Został wreszcie rezydentem na dworze Dana, księcia państwa Yan, do którego trafił z rekomendacji Tian Guanga (田光).
Dan był znajomym Zhenga, późniejszego pierwszego cesarza Chin. Poznał go, kiedy obaj byli zakładnikami w państwie Zhao. Obydwu udało się z niewoli uciec. Kiedy armia Qin zaczęła się szykować do ataku na Yan, Dan uznał, że najlepszą obroną będzie zabójstwo jego dawnego znajomego, który został królem Qin. Armia Yan była zbyt słaba, aby wygrać ten konflikt.
Z polecenia Tian Guanga misję zgładzenia Zhenga otrzymał Jing Ke. Do intrygi wykorzystano Fu Yuqi, generała armii Qin, który popadł w niełaskę króla i trafił na dwór Dana. Jing Ke namówił generała do popełnienia honorowego samobójstwa, wiedząc, że król Qin wyznaczył za głowę dezertera nagrodę. Dzięki temu zyskał pretekst, aby dostać się na teren Qin i zbliżyć się do samego władcy.
Zapiski historyka wspominają, że przekraczając rzekę Yi na granicy z państwem Zhao, Jing Ke wyrecytował zaimprowizowany wiersz: „Wokół hula wiatr, lód skuł rzekę Yi, odważny człowiek nigdy się nie cofa!" (chiń. 風瀟瀟兮，易水寒，壮士一去不復返!; pinyin Fēng xiāoxiāo xī, yì shuǐ hán, zhuàngshì yī qù bù fù fǎn!). Przytaczając opis tej sceny, historyk Sima Qian dał wyraz ówczesnemu pojmowaniu odwagi.

## Nieudane skrytobójstwo króla Qin
W 227 p.n.e. Jing Ke i jego towarzysz, Qin Wuyang (秦舞陽), dotarli do Xianyangu, stolicy Qin, i udali się na audiencję u króla. Jing Ke niósł głowę generała, Qin Wuyang skrzynkę z mapą, w której zamachowcy ukryli zatruty sztylet. Kiedy weszli do sali tronowej, Qin Wuyang zaczął okazywać zdenerwowanie, co wzbudziło podejrzenia władcy. Jing Ke zdołał je oddalić, twierdząc, że jego towarzysz nie przywykł do splendorów królewskiego dworu. Uspokoiwszy władcę, przejął od towarzysza skrzynkę z mapą i dobył z niej sztylet, który ukrył w rękawie.
W odpowiednim momencie Jing Ke zadał cios – i chybił. Jego rękaw się rozdarł, a Zheng zdołał uciec. Jing Ke gonił go po sali tronowej, a król próbował dobyć swego miecza, który był jednak bronią ceremonialną i miał wyjątkowo długie ostrze, które miało robić wrażenie na poddanych i gościach dworu. Jeden z przyglądających się zamachowi dworskich urzędników pokazał mu, że powinien spróbować sięgnąć po ostrze za plecami, dzięki czemu ściganemu władcy udało się dobyć broni. Król ugodził Jing Ke osiem razy. Umierający skrytobójca wykorzystał ostatnią szansę i cisnął zatrutym sztyletem w króla, lecz ponownie chybił.
Dopiero wówczas do sali tronowej wpadli strażnicy, którzy nie mieli do niej wstępu, bo król – który miał paranoję na punkcie zamachu – zakazywał się do siebie zbliżać uzbrojonym ludziom. Strażnicy dobili skrytobójcę.

## Jing Ke w filmie
Na historii Jing Ke oparte są dwa słynne filmy współczesnego kina chińskiego – Cesarz i zabójca (1999) Chena Kaige oraz nominowany do Oscara film Zhanga Yimou Hero (2002).
Ten drugi film odebrano jako kontrowersyjny, bo reżyser i scenarzysta Zhang Yimou podjął w nim polemikę z utartym w chińskiej historiografii krytycznym wizerunkiem cesarza jako bezwzględnego tyrana. Bohater filmu, Bezimienny, którego postać jest luźnym nawiązaniem do Jing Ke, w finałowej scenie rezygnuje z próby zabicia przyszłego cesarza, wierząc, że zjednoczenie kraju przyniesie więcej korzyści niż szkód. Film ten odebrano jako serwilistyczny wobec partii komunistycznej, m.in. dlatego że do postaci króla Qin lubił być porównywany Mao Zedong, który wierzył, że proklamowana przez niego Chińska Republika Ludowa będzie dziełem równie wiekopomnym jak zjednoczenie Chin przez Qin Shi Huanga.